# Neue Artilleriekaserne (Schwerin)

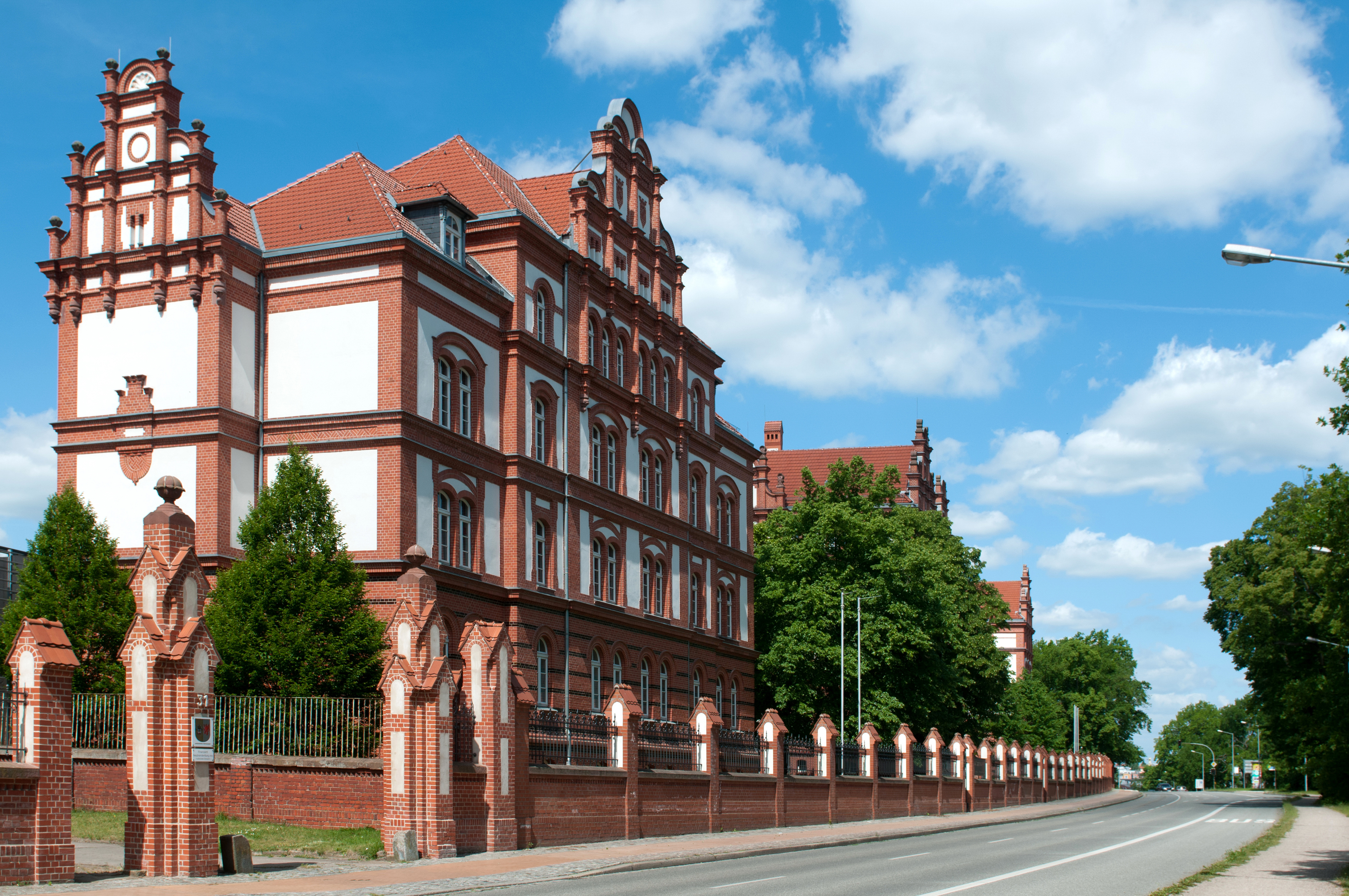
Nr. 29: Neue Kaserne, heute Landesbibliothek

Die ehemalige Neue Artilleriekaserne in Schwerin, Stadtteil Ostorf, Johannes-Stelling-Straße 21, 29 und 31 sind als Gebäude Baudenkmale in Schwerin. In den Gebäuden befinden sich heute das Landesamt für Verfassungsschutz, die Landesbibliothek Mecklenburg-Vorpommern und eine Außenstelle des Finanzamtes Schwerin.

## Geschichte

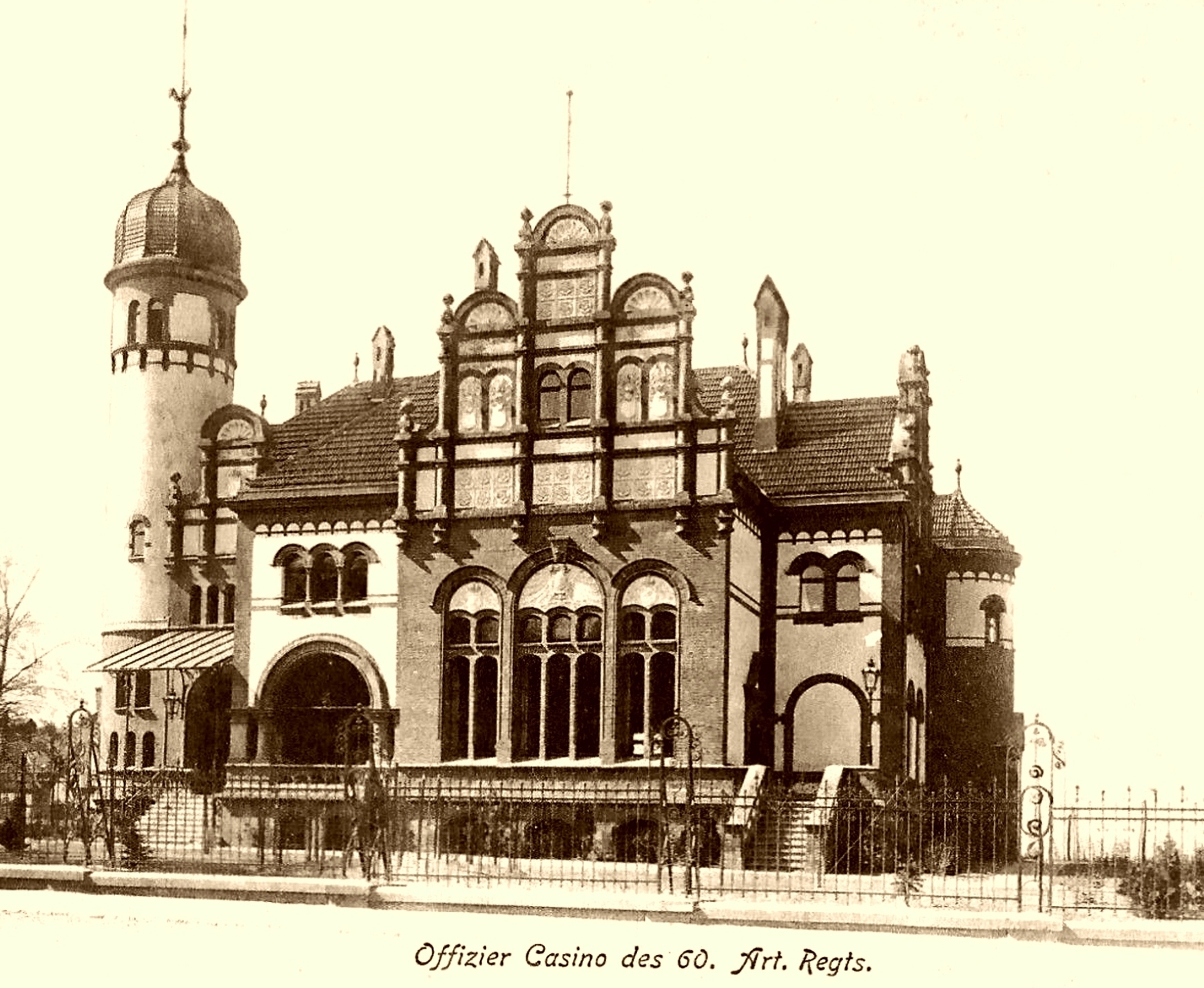
Nr. 19: Offizierskasino

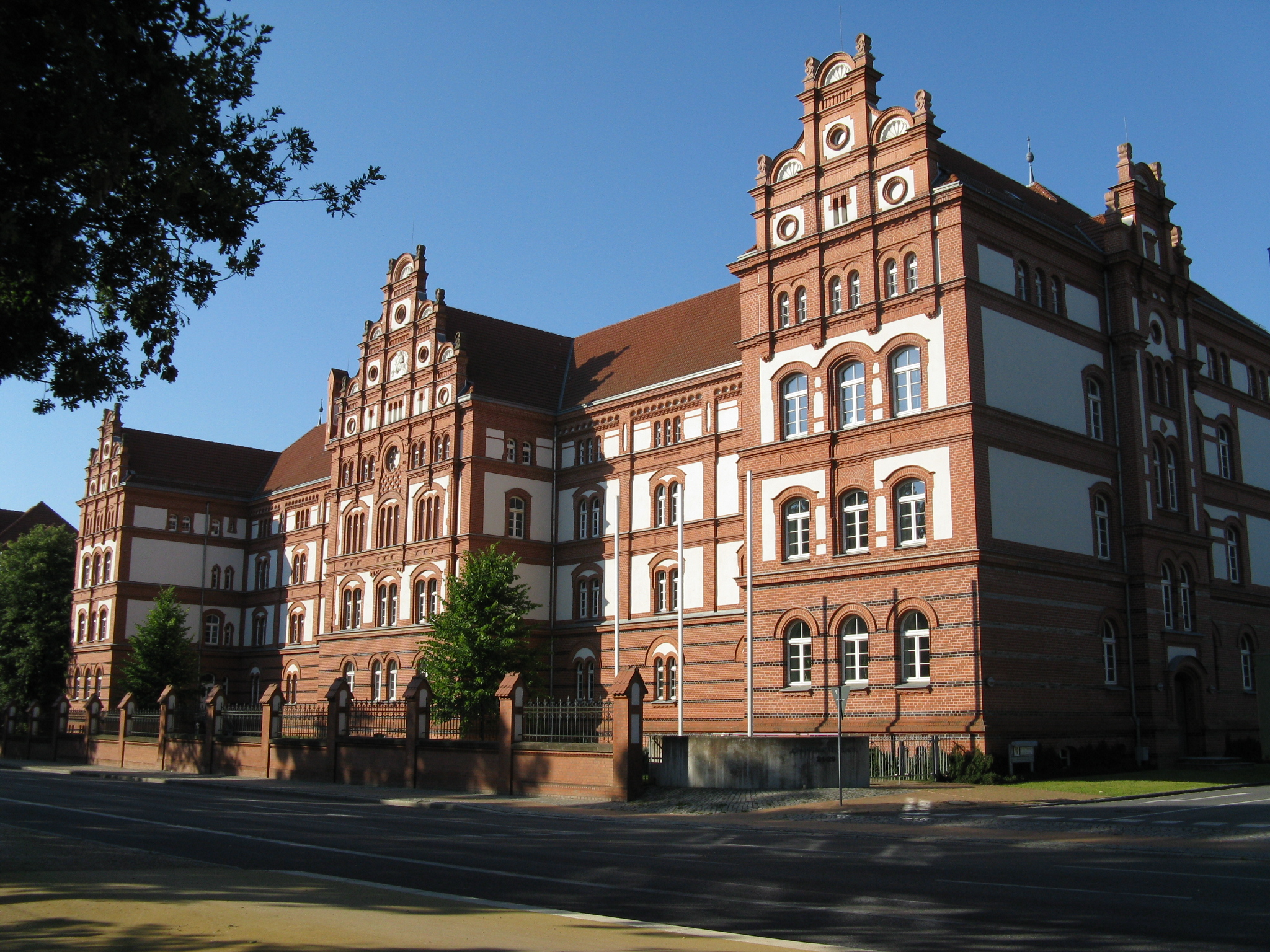
Nr. 21: Ehem. Neue Kaserne

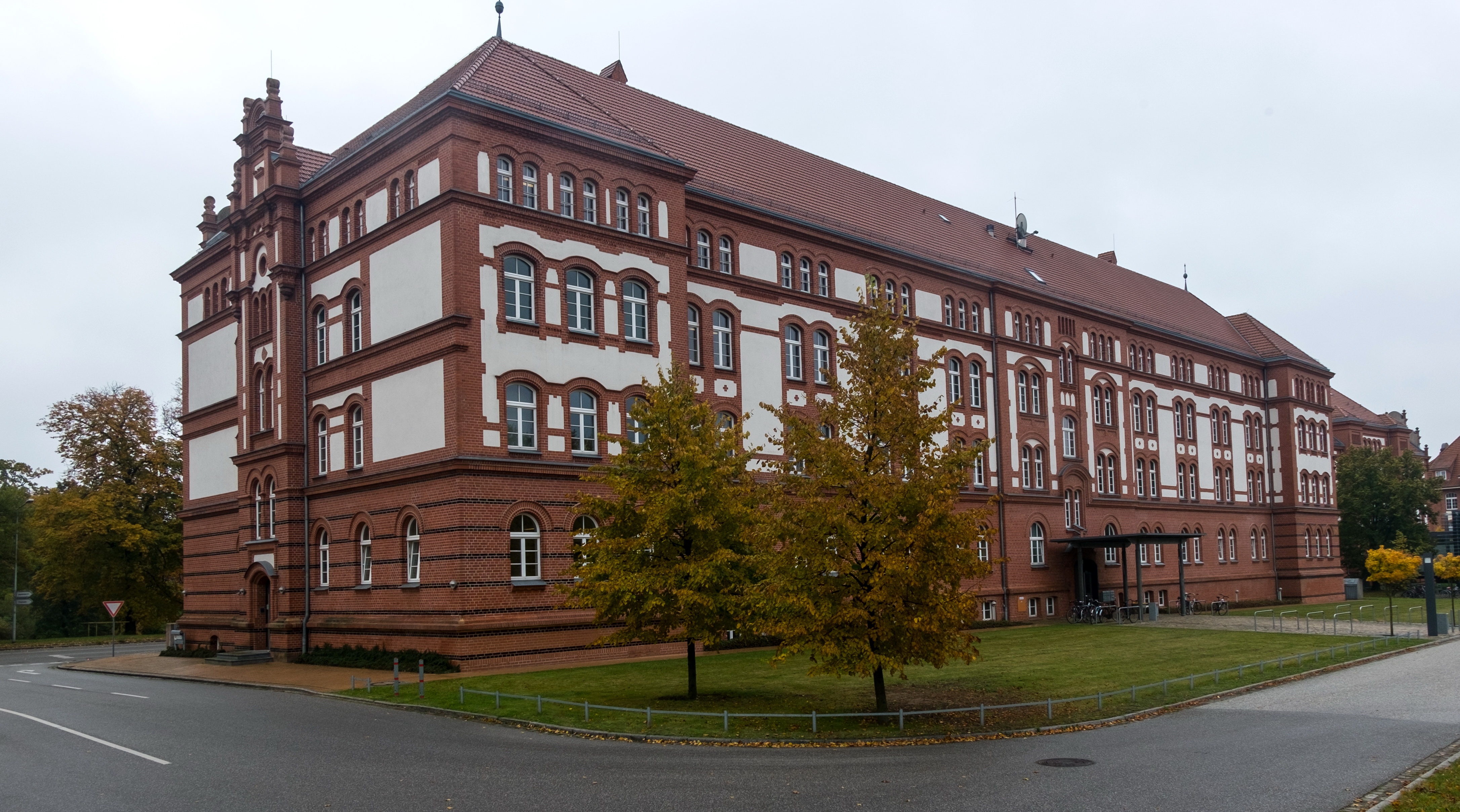
Nr. 21: Rückseite

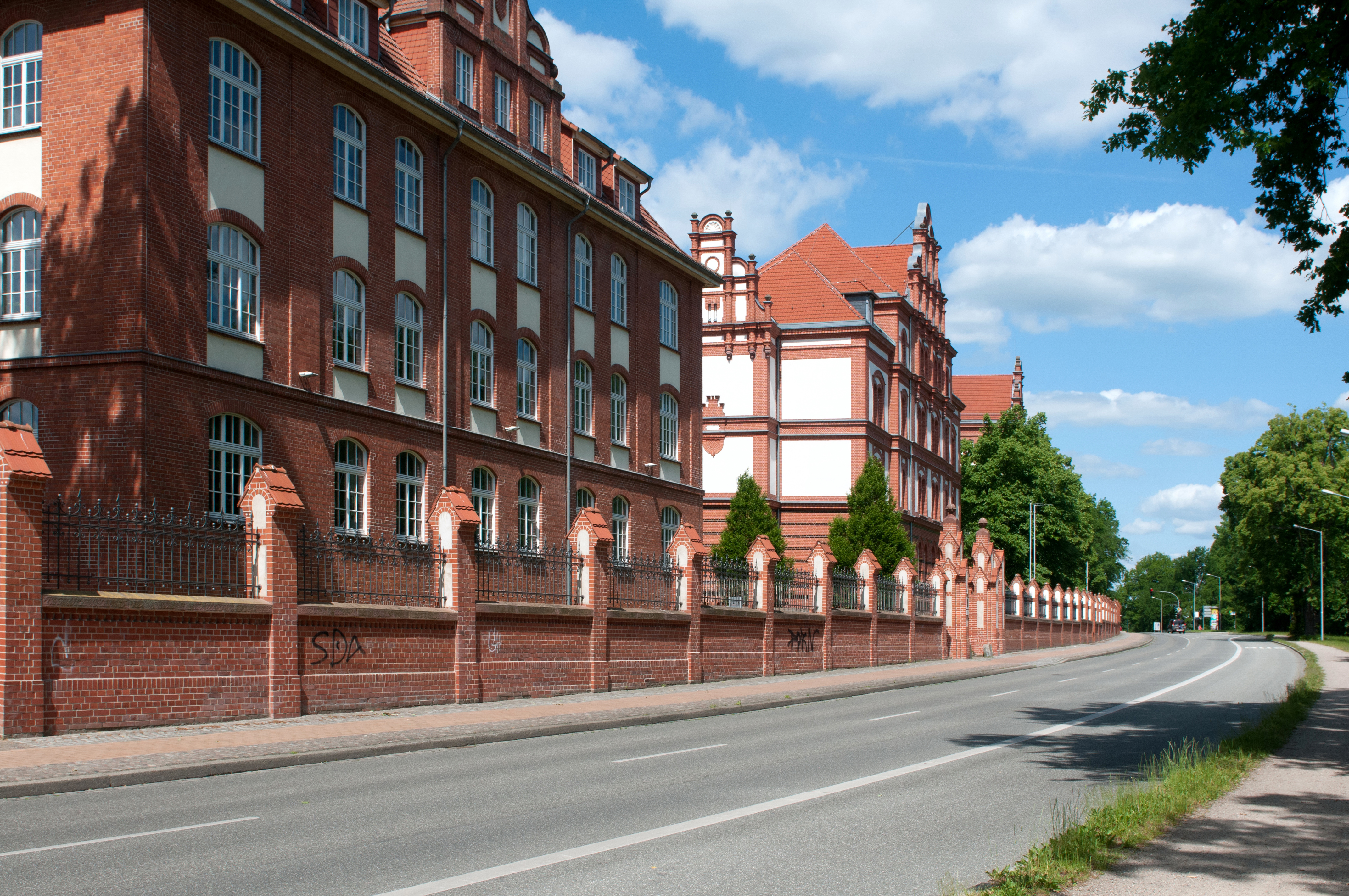
Nr. 31 + Nr. 29 (Bibliothek)

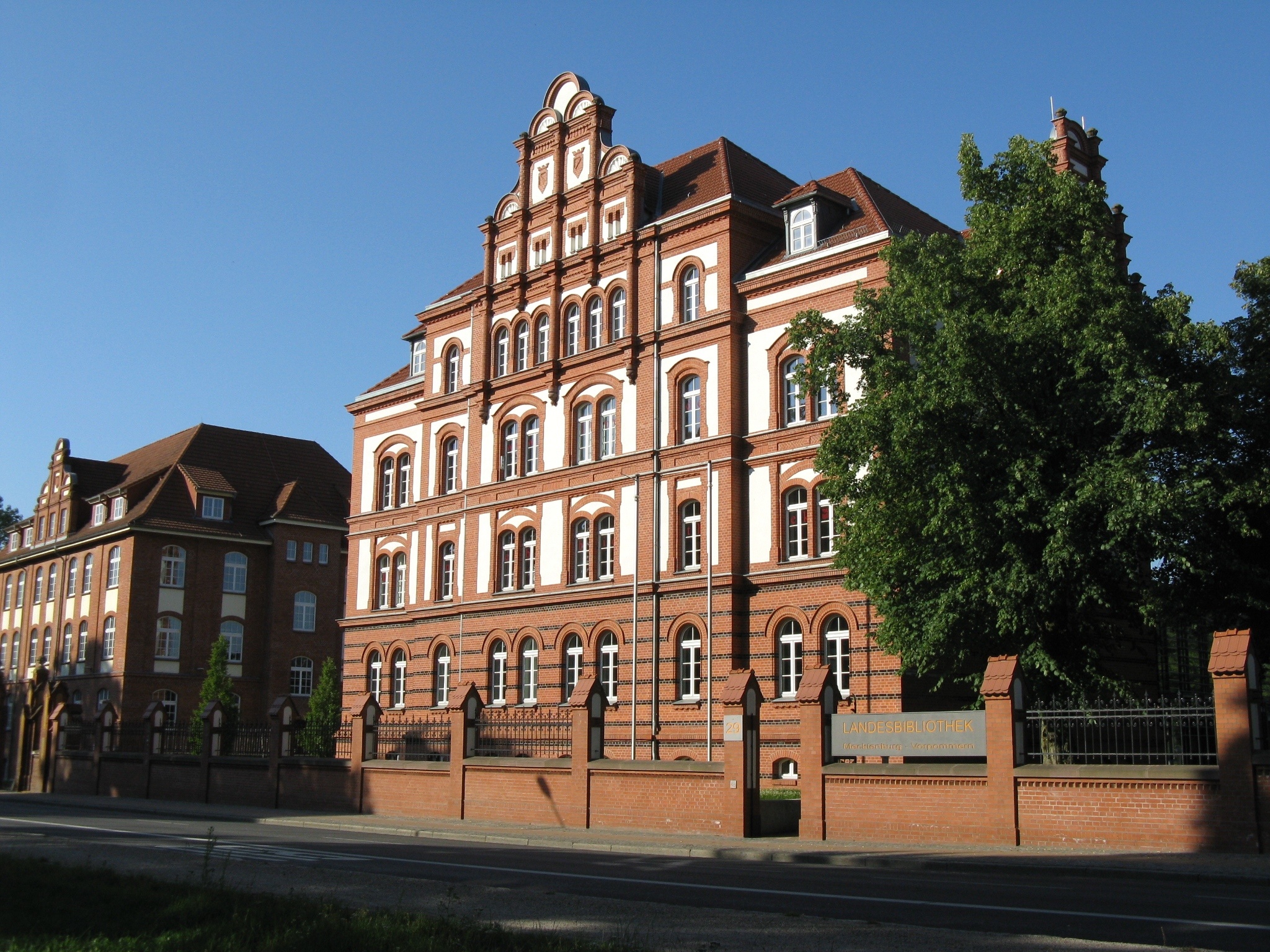
Nr. 29 (Bibliothek) + Nr. 31

Seit dem 17. Jahrhundert ist Schwerin Hauptstandort für das Mecklenburgische Heer. Um 1815 waren Truppenteile der 2. Brigade der 2. Division des 10. Bundes-Armeekorps in Schwerin stationiert. 1837 kehrten die Herzöge von Ludwigslust nach Schwerin zurück und der Ausbau von Schwerin zur Residenz- und Garnisonsstadt begann. Schon 1858 gab es ein erstes Kasernenareal am Ostdorfer Berg.
Für das Mecklenburger Militär entstanden in Schwerin mehrere ehemalige Militärbauten:
- Alte Artilleriekaserne von 1861/62 mit Batterien der 1. Abteilung des Holsteinischen Feldartillerie-Regiments Nr. 24
- Neue Artilleriekaserne von 1897 bis 1900
- Werder-Kaserne von 1904 für das Großherzoglich Mecklenburgische Grenadier-Regiment Nr. 89
- Jäger-Kaserne des Jäger-Bataillons Nr. 14, Werderstraße 4
- Kaserne Kleine Wasserstraße 1–15 (heute Wohnhäuser)
- Kaserne Friedensstraße 4/4a (heute Schulhort und Verwaltungsgebäude)

Das Großherzoglich Mecklenburgische Feldartillerie-Regiment Nr. 60 wurde 1899 gegründet; damit erfolgte der Ausbau der Artillerie und die alte Kaserne reichte nicht mehr aus. Der Neubau der Kaserne hatte der Umbildung vorausgehen müssen. Baurat Oskar Wutsdorff aus dem Preußischen Kriegsministerium war von 1897 bis 1900 verantwortlich für die Planung und Bauausführung für die Anlage der neuen Kaserne auf dem Artillerieberg. Sie besteht aus fünf Gebäuden:
- Nr. 19: Das zweigeschossige Offizierskasino von 1900 im Stil der historisierenden Neorenaissance; nach umfangreicher Sanierung heute Sitz einer Firma
- Nr. 21: Die viergeschossige historisierende, 19-achsige, verputzte Neue Kaserne (auch Quartierhaus) von um 1900 mit drei kurzen vorderen Flügeln; heute saniert und Sitz des Landesamtes für Verfassungsschutz und des Landesbeauftragten für Datenschutz und Informationsfreiheit
- Nr. 29: Das dreigeschossige verputzte, 10-achsige, ehemalige Wohngebäude für Unteroffiziere (Stabswohngebäude) von 1899 im Stil der Neorenaissance nach Plänen von Oscar Wutsdorff, mit dem sechsgeschossigen Giebelrisalit als Schaufassade und markanten Risaliten an beiden Seitenfassaden sowie betonte Ecken und Fensterrahmungen; bis 2002/04 Umbau und neues rückseitiges 2- und 3-geschossiges Gebäude nach Plänen von bbl-mv, Schwerin, für die Offiziersgebäude von 1899
- Nr. 31: Die dreigeschossige verklinkerte, teils verputzte Kaserne von um 1900 mit dem markanten Dachhaus mit seinem Lünettgiebel; heute saniert und Außenstelle des Finanzamtes Schwerin
- Nr. 33: Wohnungen für die Kaserne

Bis 1989 wurde die Anlage militärisch genutzt, zunächst durch das Großherzogliche Militär, ab 1919 in der Weimarer Republik durch das Artillerie-Regiment 2, um 1939 durch das Artillerie-Regiment 12 und ab 1945 durch die Rote Armee der Sowjetunion sowie danach durch die Nationale Volksarmee der DDR.
Das Bauwerk ist seit 2024 als Teil des Residenzensembles Schwerin UNESCO-Welterbe.

### Baustil
Die Kasernen im Stil der historisierenden und romantisierenden Neorenaissance verweisen auf die Bauten des 16. Jahrhunderts, so auch auf den Johann-Albrecht-Stil, eine nach Herzog Johann Albrecht I. benannte mecklenburgische Sonderform der Renaissance-Architektur.
Die Gebäude sind zumeist verputzt mit prägnanten Backsteingliederungen. Gestaltungselemente sind die Risalite, die teils gekuppelten rund- und stichbogigen Fenster, die abgestuften Lünettengiebel mit charakteristischem Terrakottaschmuck und die eingestellten kleinen Rundpfeiler mit Würfelkapitellen. Der mittige Giebel des Quartierhauses hat eine regionale Reiterdarstellung aus dem Schweriner Stadtwappen. In der Verbindung der verschiedenen Elemente entstand ein Kasernenbau, der überregionale wie auch regionale Architekturbezüge aufweist.

### Antrag Welterbe
Die Blickachsen zwischen Kaserne, Schloss und Altem Garten waren wesentlich für die Auswahl des Bauplatzes der Kasernen. Sie bilden mit ihren Schaufassaden den Hintergrund für den Schlossgarten. Die Kasernenanlagen sind 2020 deshalb mit dem Schweriner Schloss Teil des Welterbeantrages der Stadt als Residenzensemble Schwerin – Kulturlandschaft des romantischen Historismus und steht auf der Liste der Bundesrepublik Deutschland zur Bewerbung als Welterbestätte der UNESCO.

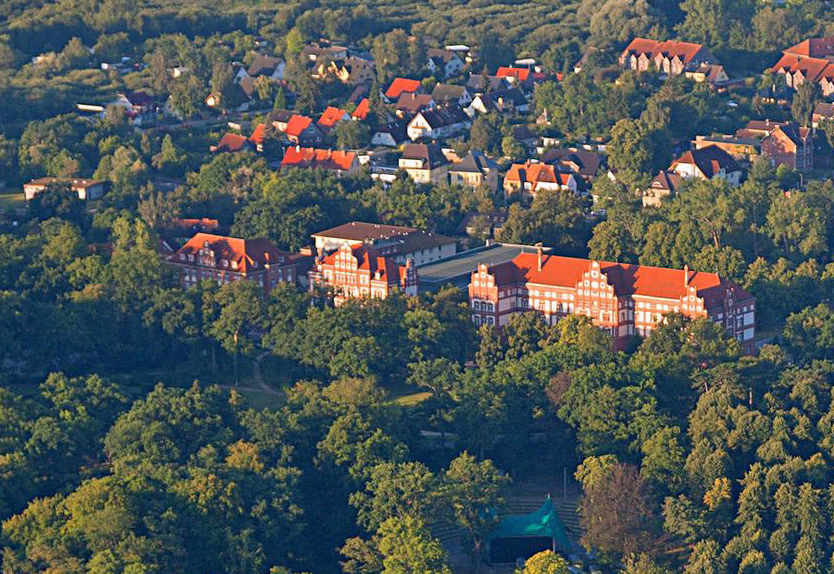
Nr. 29, 31 + 33
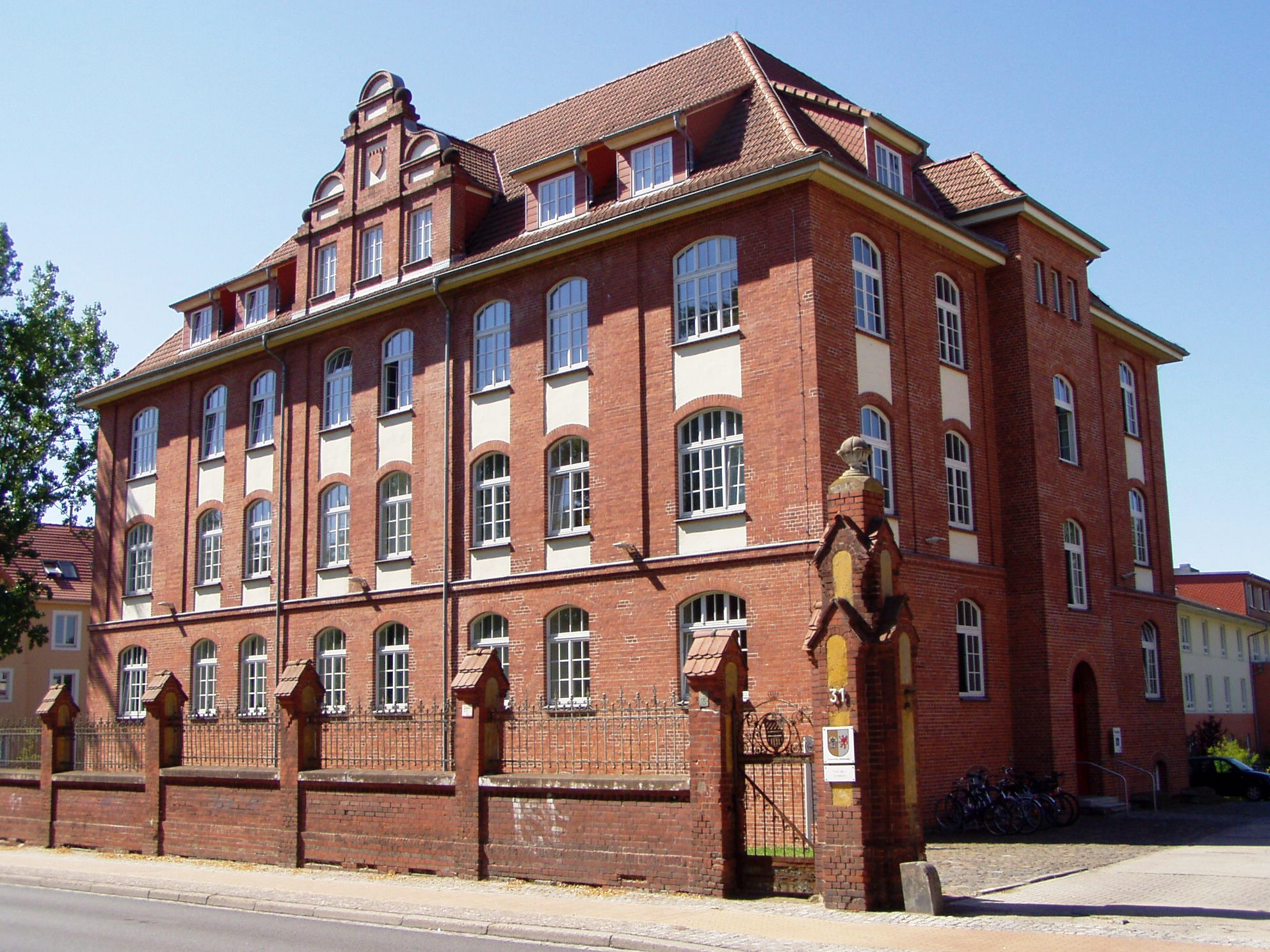
Nr. 31